# Rochetoirin
Rochetoirin é uma comuna francesa na região administrativa de Auvérnia-Ródano-Alpes, no departamento de Isère. Estende-se por uma área de 10,62 km². Em 2010 a comuna tinha 1 144 habitantes (densidade: 107,7 hab./km²).

## Cidades-irmãs
- Aspach-le-Haut, França